# 杨高南路站
杨高南路站位于上海浦东新区高科西路杨高南路，为上海轨道交通7号线的地下车站，于2009年12月5日启用。

## 車站設計

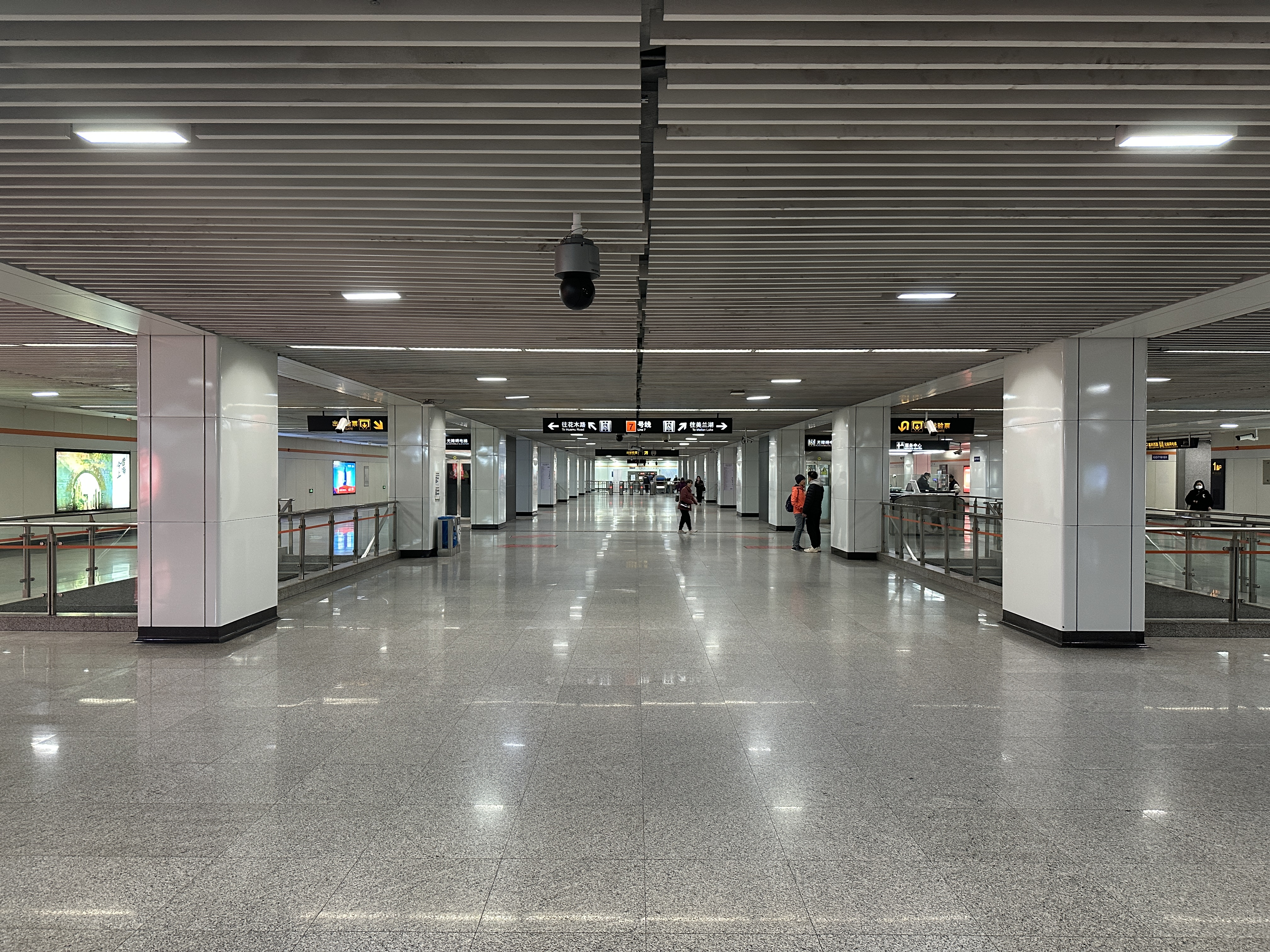
站厅

7号线车站为地下三线双岛式站台，中间站线供小交路折返使用。小交线列车到站后开双侧门，之后折返回美兰湖方向。
| 地面层   | 出入口      | 1-5出入口                        |          |          |
| 地下一层 | 站厅        | 票务服务、自动售票机、人工服务台 |          |          |
| 地下二层 |             | █ 7号线 往美兰湖（高科西路）     |          |          |
|          | ①站台 ②站台 | 岛式站台                         | 岛式站台 | 岛式站台 |
|          |             | █ 7号线 小交路终点站             |          |          |
|          | ③站台 ④站台 | 岛式站台                         | 岛式站台 | 岛式站台 |
|          |             | █ 7号线 往花木路（锦绣路）       |          |          |

## 车站出口
杨高南路站共有5个出入口，各出入口如下所示：
| 出口编号            | 出口指示           | 照片 |
| ------------------- | ------------------ | ---- |
| 1 · 出口 · （设有） | 高科西路           |      |
| 2 · 出口            | 高科西路           |      |
| 3 · 出口            | 高科西路           |      |
| 4 · 出口            | 高科西路，杨高南路 |      |
| 5 · 出口            | 杨高南路           |      |
| 图例： 设有         |                    |      |

## 公交换乘
583、638、730、771、782、789、795、815、970、973、1008、花木1路

## 周边
- 上海交通大学医学院附属第九人民医院（浦东分院）
- 上海交通大学口腔医学院（严桥路）
- 上南中学
- 上海市由由中学